# ジャラン・ジャクサ

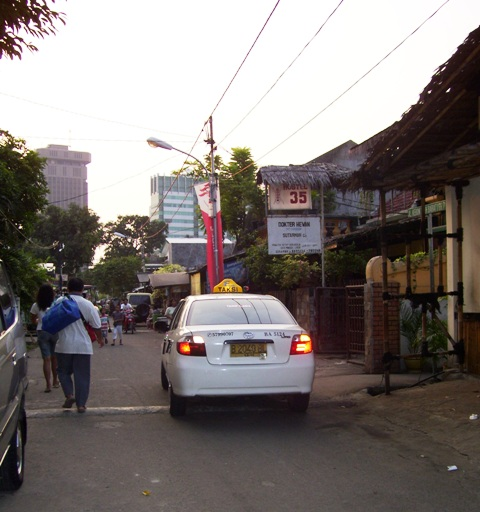
ジャクサ通り

ジャラン・ジャクサ（Jalan Jaksa）あるいはジャクサ通りは、インドネシアの首都ジャカルタ中心部にある通りの名前。長さはおよそ400mで、通り沿いにはバックパッカー向けのゲストハウスや安宿が多くある。モナス、ガンビル駅、国立博物館から南へ約1キロの場所に位置している。
名前の由来はオランダ植民地時代に遡る。ジャカルタ法律学校(Rechts Hogeschool Batavia)の学生が、勉学のためにこの通りに滞在していたため、この通りは公式にジャクサ通りとして知られるようになった。ジャクサ(Jaksa)とはインドネシア語で検事の意味である。
1960年代に、国際ユースホステル連盟　（en:Hostelling International) を通じて、バックパッカーの間で国際的によく知られるようになった。1968年、インドネシア・ユースホステル連盟の会長であったナサナエル・ラワラタ(Nathanael Lawalata)が自宅をホテルに改装し、宿泊施設「Wisma Delima」をオープンさせた。このホテルは、ジャクサ通りで最初のホテルであっただけでなく、当時、国際ユースホステル連盟のリストに載っていた唯一のジャカルタのホテルであった。
その後通りには多くのホステルが建てられ、ロンリープラネットなどの人気のある旅行書や書物に登場するようになった。
ジャカルタの観光局によると、1993年にジャクサ通り周辺に宿泊した旅行者は57,201人であり、内訳は29,676人のヨーロッパ人、9,309人のオーストラリア人、4,215人のアメリカ人、649人のアフリカ人などであった。ここに滞在する旅行者の平均滞在日数は約3日間であった。